# Landgericht Bielefeld

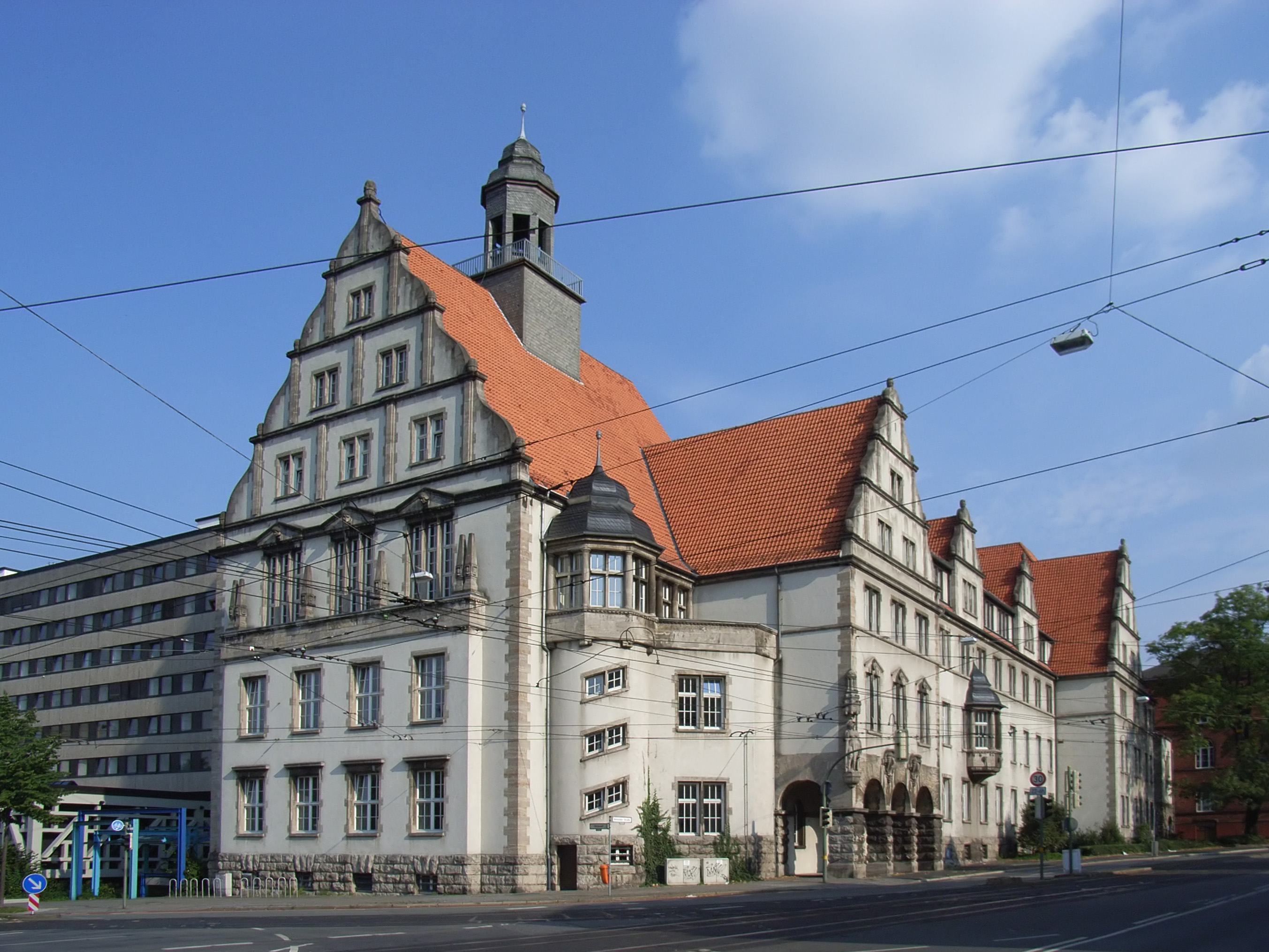
Gerichtsgebäude

Das Landgericht Bielefeld ist ein Gericht der ordentlichen Gerichtsbarkeit und eines von zehn Landgerichten im Bezirk des Oberlandesgerichts Hamm. Es liegt am Rande der historischen Altstadt im Stadtbezirk Bielefeld-Mitte.

## Gerichtssitz und -bezirk
Der Sitz des Gerichts ist Bielefeld in Nordrhein-Westfalen.
Der Gerichtsbezirk umfasst die Stadt Bielefeld und die Kreise Gütersloh, Herford und Minden-Lübbecke und damit den nördlichen Teil Ostwestfalens. Die südlichen Kreise Ostwestfalens liegen im Bezirk des Landgerichts Paderborn. Das Gebiet des Kreises Lippe, welches wie die beiden vorgenannten zum Regierungsbezirk Detmold gehört, wird vom Landgericht Detmold abgedeckt.

## Gebäude
Das Gericht ist – zusammen mit der Staatsanwaltschaft, dem Amtsgericht und dem Arbeitsgericht – im Gebäude Niederwall 71 untergebracht. Der Gebäudekomplex kann auch über Eingänge an der Rohrteichstraße (Staatsanwaltschaft) oder Gerichtsstraße (Amtsgericht) betreten werden. Seit dem Jahr 2015 ist der Neubau des Gebäudes komplett mit einem Netz umsponnen, da die Fassade baufällig ist. Durch das Netz sollen Schäden durch herabstürzende Fassadenteile vermieden werden.

## Über- und nachgeordnete Gerichte
Das Landgericht Bielefeld ist dem Oberlandesgericht Hamm zugeordnet. Nachgeordnet sind die Amtsgerichte Bielefeld, Bünde, Gütersloh, Halle (Westf.), Herford, Lübbecke, Minden, Bad Oeynhausen, Rahden und Rheda-Wiedenbrück.

## Geschichte
Durch ein am 4. März 1878 in Kraft getretenes Gesetz wurde Bielefeld zum Sitz des Landgerichts bestimmt und erhielt damit den Vorzug vor den Mitbewerbern Herford und Minden. Neben den heute noch bestehenden Amtsgerichten im Landgerichtsbezirk waren folgende Amtsgerichte seit 1879 dem Landgericht Bielefeld nachgeordnet und wurden später aufgehoben: Rheda und Rietberg zum 1. Oktober 1932 (Rietberg wurde mit Wirkung vom 1. Oktober 1933 wieder eingerichtet und zum 1. Januar 1970 erneut aufgehoben), Vlotho zum 1. Januar 1974 und Petershagen zum 1. Juli 1982.

### Landesarbeitsgericht Bielefeld
Gemäß Arbeitsgerichtsgesetz vom 23. Dezember 1926 wurden in Deutschland Arbeitsgerichte gebildet. Diese waren nur in der ersten Instanz unabhängig, die Landesarbeitsgerichte waren den Landgerichten zugeordnet. Am Landgericht Bielefeld entstand so 1927 das Landesarbeitsgericht Bielefeld als eines von fünf Landesarbeitsgerichten im Bezirk des Oberlandesgerichtes Hamm. Dem Landesarbeitsgericht Bielefeld waren folgende Arbeitsgerichte zugeteilt: Arbeitsgericht Bielefeld, Arbeitsgericht Herford, Arbeitsgericht Minden, Arbeitsgericht Paderborn und das lippische Arbeitsgericht Detmold.
Nach der Besetzung Deutschlands durch die Alliierten wurden 1945 zunächst alle Gerichte geschlossen. Die ordentlichen Gerichte wurden schon bald wieder eröffnet, während die Arbeitsgerichte zunächst nicht wieder eingerichtet wurden, so dass arbeitsgerichtliche Streitigkeiten von den ordentlichen Gerichten erledigt werden mussten. Gemäß Kontrollratsgesetz 21 sollten in Deutschland Arbeitsgerichte aufgebaut werden. In Bielefeld entstand aber kein Landesarbeitsgericht.